# دیسکو پولو

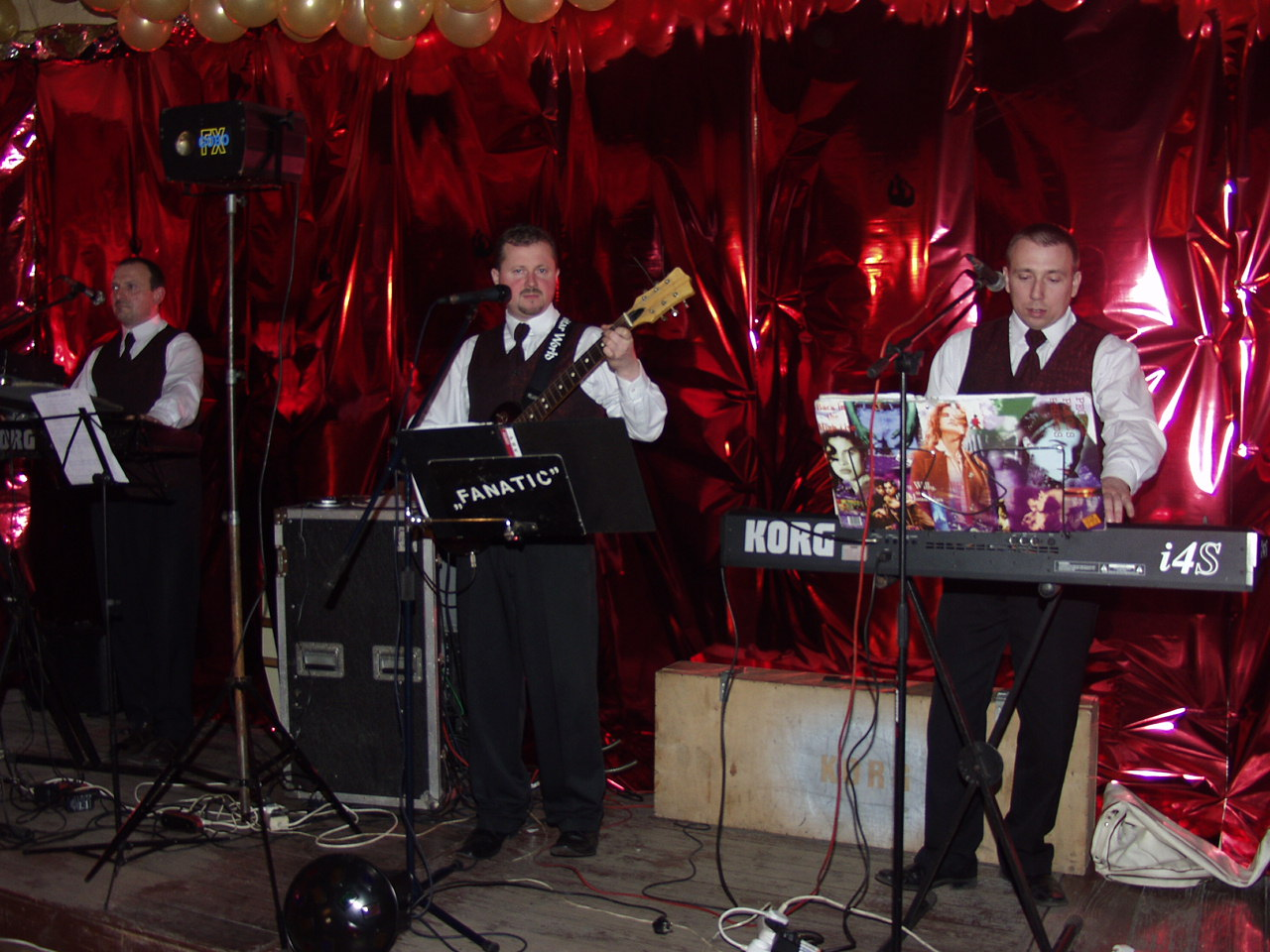
یک گروه موسیقی لهستانی در حال برگزاری یک دیسکو پولو در ورشو

دیسکو پولو (به انگلیسی: Disco polo) یک سبک موسیقی بومی کشور لهستان است. که از اوایل دههٔ ۱۹۹۰ به شکل امروزی خود بوده‌است. این سبک از قطعات مردمی معاصر در سبک‌های دیسکو و یورو دیسکو که تحت تأثیر سبک ایتالو دیسکو و موسیقی ملی لهستان هستند، مشتق شده‌است. (بیشتر انواع مبتذلی که در عروسی‌ها و جشنواره‌ها اجرا می‌شد)
نام این سبک توسط «اسلووامیِر اسکرِنتا» از گروه بلو استار به عنوان جایگزینی برای اصطلاح قبلی یعنی پیوسِنکا هودنیکووا به معنای «موسیقی پیاده‌رو» - که ریشه در راه و روش توزیع آثار این سبک در اوایل دههٔ ۱۹۹۰ دارد (کاست‌ها در غرفه‌های موجود در کنار پیاده‌روها و بازارها به فروش می‌رسیدند) - در نظر گرفته شد. دیسکو پولو بیشتر در پیک نیک‌های بیرون شهر، انبارهای خارج از شهر، عروسی‌ها یا طی کارزارهای سیاسی جهت انتخابات پارلمانی یا ریاست جمهوری شنیده می‌شد. الکساندر کوشنیفسکی یکی از سیاستمداران قابل ذکری است که در تبلیغات انتخاباتی خود از دیسکو پولو استفاده نمود.
سازهای مرسوم بعدها و در دههٔ ۱۹۹۰ با کیبورد جایگزین شده و باعث تغییرات کوچکی در این سبک شدند که آن را به موسیقی رقص نزدیک تر و شبیه تر کرد. دیسکو پولو توسط شبکه تلویزیونی پُل سَت، که فهرست خودش را از معروف‌ترین قطعات دیسکو پولو در برنامه‌ای با نام دیسکو ریلکس تهیه کرده بود، به‌طور گسترده‌ای با بازار آشنا شد. گرچه در اواخر دههٔ ۱۹۹۰ که موسیقی پاپ خارجی مورد پسند مردم قرار گرفت، محبوبیت دیسکو پولو کاهش پیدا کرد.
دیسکو پولو عموماً از نظر ارزش هنری بی محتوا تلقی می‌شد، ولی همچنان مورد پسند بعضی از مردم، خصوصاً نسل میان سال قرار گرفت. به این سبک غالباً از دید موسیقی محلی نظر می‌شود.